# Ononis polyphylla
Ononis polyphylla är en ärtväxtart som beskrevs av John Ball. Ononis polyphylla ingår i släktet puktörnen, och familjen ärtväxter. Inga underarter finns listade i Catalogue of Life.